# Draagkracht (constructie)
Met de draagkracht wordt bedoeld hoeveel gewicht of andere krachten een constructie kan dragen.
Zo wordt gesproken van de draagkracht van een vloer, een brug, etc. Ook de ondergrond of fundering van een gebouw kan een maximale draagkracht hebben (zie draagkracht (ondergrond)).
De draagkracht is de maximale belasting die een constructie veilig kan dragen. Boven deze belasting kan de constructie plastisch vervormen of zelfs instorten.
Als de belasting van een constructie toeneemt, nemen in het elastische gebied de vervormingen lineair toe. Als de belasting wordt teruggebracht veert de constructie terug naar de oorspronkelijke vorm. Wordt een hogere belasting dan de maximale draagkracht toegepast, dan wordt de relatie tussen last en verplaatsing niet-lineair. Er is dan sprake van plastische vervorming. De vervorming is dan ook niet meer omkeerbaar.